# Square Louis Van Simaey
Le square Louis Van Simaey est une place bruxelloise de la commune d'Auderghem qui longe avenue du Grand Forestier.

## Historique et description
Cette rue fait partie de la seconde cité-jardin construite à Auderghem dans les années 1950 par la société Les Habitations et Logements à bon marché (HLBM).
Au début des années 1960, la HLBM construisit quatre maisons entre l’avenue du Grand Forestier et un chemin privé offrant accès à des garages, enregistrées à l’avenue du Grand Forestier no 29, 29a, 30 et 30a.
Comme il était malaisé aux fournisseurs de trouver ces maisons, le conseil décida le 2 décembre 1966, de donner un nom à la petite place sur laquelle elles se trouvaient, d'après une victime de la Seconde Guerre mondiale : Louis Van Simaey. Les numéros des maisons furent changés en no 1, 2, 3 et 4.

### Origine du nom
Le nom vient du sergent Louis Edouard Denis Van Simaey, né le 25 juin 1914 à Écaussinnes-d'Enghien, mort le 15 janvier 1944 à Hambourg en Allemagne lors de la Seconde Guerre mondiale en tant que prisonnier de guerre. Il était domicilié en la commune d'Auderghem, avenue Théo Vanpé n° 50.